# Melanodolius fulviventris
Melanodolius fulviventris là một loài tò vò trong họ Ichneumonidae.